# NordVPN
NordVPN — поставщик услуг виртуальной частной сети, принадлежащий литовской компании Nord Security. Он предоставляет настольные приложения для Windows, macOS и Linux, мобильные приложения для Android и iOS, а также приложение для AndroidTV. Также доступна ручная настройка беспроводных маршрутизаторов, устройств NAS и других платформ.
NordVPN базируется в Панаме, поскольку в стране нет законов об обязательном хранении данных, и она не состоит в альянсах «Пяти глаз» (Five Eyes) или «Четырнадцати глаз» (Fourteen Eyes). 

## История
NordVPN основан в 2012 году «четырьмя друзьями детства» (известны имена троих - Томас Окманас, Эймантас Сабаляускас и Йонас Карклис). В конце мая 2016 года компания представила приложение для Android, а в июне того же года — приложение для iOS. В октябре 2017 года было запущено расширение браузера Google Chrome. В июне 2018 года сервис запустил приложение для Android TV. По состоянию на октябрь 2019 года NordVPN владел более чем 5200 серверов в 62 странах.
В марте 2019 года сообщалось, что NordVPN получил указание от российских властей присоединиться к спонсируемому государством реестру запрещенных веб-сайтов, что не позволило бы российским пользователям NordVPN обходить российскую государственную цензуру. По некоторым данным, NordVPN был дан один месяц на выполнение требований. В противном случае, сервис был бы заблокирован российскими властями. Провайдер отказался выполнить требование и 1 апреля отключил свои российские серверы. В результате NordVPN по-прежнему работает в России, но его российские пользователи не имеют доступа к локальным серверам.
В середине 2021 года Nord Security, материнской компанией NordVPN, начал процесс слияния со своим конкурентом Surfshark. Слияние было завершено в начале 2022 года. Оба бренда продолжили работать независимо друг от друга.

### В России
В декабре 2019 года NordVPN стал одним из пяти членов-учредителей недавно сформированной «Инициативы доверия VPN», обещая продвигать онлайн-безопасность, а также больше саморегулирования и прозрачности в отрасли. В сентябре того же года NordVPN анонсировал VPN решение для бизнеса под названием NordVPN Teams. Оно предназначено для малого и среднего бизнеса, удаленных команд и фрилансеров, которым необходим безопасный доступ к рабочим ресурсам.
В июле 2024 года, по требованию Роскомнадзора, Apple удалила NordVPN из российского App Store.

## Функции
NordVPN направляет весь интернет-трафик пользователей через удаленный сервер, управляемый сервисом, тем самым скрывая их IP-адреса и шифруя все входящие и исходящие данные. В своих приложениях NordVPN использует технологии OpenVPN и Internet Key Exchange v2/IPsec для шифрования. Помимо VPN серверов общего назначения, провайдер предлагает серверы для конкретных целей, включая совместное использование файлов P2P, двойное шифрование и подключение к анонимной сети Tor.
В свое время NordVPN использовал соединения L2TP/IPSec и туннельный протокол типа точка-точка (PPTP) для маршрутизаторов, но позже они были изъяты, так как были в значительной степени устаревшими и небезопасными.
NordVPN предлагает настольные приложения для Windows, macOS и Linux, а также мобильные приложения для Android, iOS и Android TV. Абоненты также получают доступ к зашифрованным расширениям прокси для браузеров Chrome и Firefox. Абоненты могут подключить до 6 устройств одновременно.
В ноябре 2018 года NordVPN заявил, что его безлоговая политика была проверена сервисом PricewaterhouseCoopers AG.
В июле 2019 года NordVPN выпустила NordLynx, новый VPN инструмент, основанный на экспериментальном протоколе WireGuard, который нацелен на более высокую производительность, чем туннельные протоколы IPsec и OpenVPN. NordLynx доступен для пользователей Linux и, согласно тестам, проведенным Wired UK, при определенных условиях обеспечивает «увеличение скорости на сотни МБ/с».
В апреле 2020 года NordVPN объявил о постепенном развертывании протокола NordLynx на основе WireGuard на всех своих платформах. Широкому внедрению предшествовало в общей сложности 256 886 тестов, которые включали в себя 47 виртуальных машин от девяти различных провайдеров в 19 городах и восьми странах. Тесты показали более высокую среднюю скорость загрузки и выгрузки, чем OpenVPN и IKEv2.

## Оценка
В обзоре журнала PC Magazine за февраль 2019 года NordVPN получил высокую оценку за свои сильные функции безопасности и «огромную сеть серверов», хотя его цена была отмечена как высокая. В обзоре CNET за март 2019 года положительно отмечены шесть одновременных подключений NordVPN и услуга выделенного IP. В положительном обзоре, опубликованном Tom’s Guide в октябре 2019 года, рецензент пришел к выводу, что «NordVPN доступен по цене и предлагает все функции, которые придутся по душе даже самым требовательным пользователям VPN». Рецензент также отметил, что в условиях использования не упоминается страна юрисдикции, написав, что компания могла бы быть более прозрачной в отношении своей собственности. С тех пор компания обновила Условия, прямо указав Панаму в качестве страны юрисдикции. PC Magazine рекомендовал NordVPN для обхода государственной цензуры интернета, включая Великий Фаервол в Китае.